# Daphne Oram
Daphne Oram (Devizes, 31 dicembre 1925 – Maidstone, 5 gennaio 2003) è stata una compositrice britannica.
Fu una delle prime compositrici britanniche a produrre dei suoni elettronici nonché una pioniera della musica concreta nel Regno Unito. In qualità di cofondatrice del BBC Radiophonic Workshop, divenne una figura centrale nell'evoluzione della musica elettronica.
Oram inventò la tecnica Oramics, che consiste nella riproduzione di suoni elettronici tramite una macchina che legge delle onde sonore disegnate su apposite superfici. Oram fu la prima donna a fondare e dirigere autonomamente uno studio di musica elettronica personale e a progettare e costruire uno strumento musicale elettronico.

## Biografia

### Infanzia
Oram nacque da James Ohiosusnega e Ida Oram il 31 dicembre 1925 nel Wiltshire, in Inghilterra. Educata alla Sherborne School For Girls, imparò ancora giovanissima a suonare il pianoforte, l'organo e apprese le basi della composizione musicale. Suo padre era il presidente della Wiltshire Archeological Society durante gli anni cinquanta. La sua casa natale era a 10 miglia dai cerchi di pietre di Avebury e a 20 miglia da Stonehenge.

### Carriera

#### L'attività presso la BBC
Nel 1942, Oram fu invitata al Royal College of Music, ma assunse la posizione di ingegnere in studio e "bilanciatore musicale" alla BBC. Il suo compito era quello di "oscurare" i concerti dal vivo con una versione pre-registrata in modo che la trasmissione potesse continuare se interrotta da azioni "nemiche". Altre mansioni della Oram includevano la creazione di effetti sonori per gli spettacoli radiofonici e il missaggio dei livelli di trasmissione. Durante questo periodo, si accorse degli sviluppi e delle potenzialità dei suoni sintetici e iniziò a sperimentare l'uso di registratori a nastro. Iniziò pertanto a dedicare ore (lavorando a volte fino a tarda notte) alla registrazione di suoni su nastro che poi tagliava, metteva in loop, rallentava, accelerava e riproduceva al contrario.
Negli anni quaranta, Oram iniziò a dedicarsi anche alla composizione di musica e incise un'opera per giradischi, "doppia orchestra" e cinque microfoni intitolata Still Point, che molti considerano la prima composizione in cui viene combinata l'orchestrazione acustica con la manipolazione elettronica dal vivo. Respinta dalla BBC, Still Point rimase inascoltata per 70 anni, fino a quando, il 24 giugno 2016, la London Contemporary Orchestra la eseguì per la prima volta. La prima mondiale di una versione rivisitata di Still Point fu invece eseguita ai Proms di Londra, il 23 luglio 2018 dalla London Contemporary Orchestra.
Negli anni cinquanta, l'artista fu promossa a manager di uno studio musicale. Dopo aver visitato gli studi della Radiodiffusion-Télévision Française di Parigi, iniziò una campagna per la BBC in cui fornì servizi per la composizione e programmazione di musica concreta ed elettronica. Nel 1957 fu incaricata di comporre la musica per il dramma Amphitryon 38 di Jean Giraudoux. Creò questo pezzo usando un oscillatore, un registratore a nastro e alcuni filtri auto-progettati, producendo così la prima partitura interamente elettronica nella storia della BBC. Insieme al collega/musicista elettronico della BBC Desmond Briscoe, iniziò a ricevere commissioni per molti altri lavori, occupandosi anche della produzione di Tutti quelli che cadono (1957) di Samuel Beckett. Con l'aumento della domanda dei suoni elettronici, la BBC diede a Oram e Briscoe un budget per fondare, all'inizio del 1958, il BBC Radiophonic Workshop, di cui fu la prima direttrice. Il BBC Radiophonic Workshop offriva seminari dedicati alla creazione di effetti sonori e musica a tema per tutti i tipi di produzione e fu il luogo in cui venne musicato il serial di fantascienza Quatermass and the Pit (1958–59) e insonorizzato lo stomaco del personaggio Major Denis Bloodnok della serie radiofonica The Goon Show.
Nell'ottobre del 1958, Oram fu inviata dalla BBC alle Journées Internationales de Musique Expérimentale dell'Expo di Bruxelles (la stessa in cui Edgard Varèse si esibì con la celebre Poème électronique). Dopo aver ascoltato parte del lavoro prodotto dai suoi contemporanei e insoddisfatta per il continuo rifiuto del dipartimento musicale della BBC di mettere in primo piano la ricerca musicale elettronica, Oram si dimise dalla BBC meno di un anno dopo l'apertura del Workshop al fine di avere maggiore libertà compositiva.

#### Le colonne sonore e le composizioni perOramics
Oram compose diversi suoni elettronici per la colonna sonora del film Licenza di uccidere (1962) che però non le furono accreditati. Questi suoni verranno anche usati nei seguenti capitoli della saga di James Bond fino a Missione Goldfinger (1964). Oram compose anche i suoni della colonna sonora di Snow (1963), un documentario breve diretto da Geoffrey Jones. Dopo il successo di Snow, Oram lavorò di nuovo con Jones e venne accreditata per la musica di Rail (1967).
Subito dopo aver abbandonato la BBC nel 1959, Oram fondò i suoi Oramics Studios for Electronic Composition a Tower Folly, una vecchia casa ristrutturata a Fairseat, vicino a Wrotham, nel Kent. Quella degli Oramics è una tecnica sonora in cui un apposito strumento elettronico monofonico battezzato Oramics Machine riproduce dei suoni che sono stati precedentemente "disegnati" su apposite pellicole larghe 35 millimetri. La Oramics Machine legge le figure tramite cellule fotoelettriche convertendo così le immagini in suoni. Secondo Oram, "ogni sfumatura, ogni finezza del fraseggio, ogni sfumatura del tono o inflessione del tono devono essere possibili solo cambiando la forma scritta." La tecnica degli Oramics e la flessibilità del controllo sulle sfumature del suono seguono un approccio completamente nuovo e che è stato giudicato innovativo nel campo della produzione musicale. Le pressioni finanziarie la costrinsero tuttavia a proseguire la sua attività di compositrice commerciale in quanto la sua attività con il sistema Oramics le imponeva spese ancora maggiori di quelle che aveva durante la sua attività al Radiophonic Workshop. Oltre a produrre musica per la radio e la televisione, la Oram compose partiture per il teatro, cortometraggi commerciali, installazioni sonore e mostre d'arte. Altre musiche della Oram includono quelle che si possono ascoltare nel film dell'orrore Suspense (1961) di Jack Clayton, opere per concerto tra cui Four Aspects (1960) e collaborazioni con i compositori di musica operistica Thea Musgrave e Ivor Walsworth.
Nel febbraio del 1962, Oram fu premiata con una sovvenzione di 3 550 sterline dalla Fondazione Calouste Gulbenkian per sostenere lo sviluppo del sistema Oramics. Nel 1965 le fu concessa una seconda sovvenzione da parte della Fondazione pari a 1.000 sterline. La prima composizione interamente "disegnata" utilizzando la Oramics Machine, intitolata Contrasts Essonic, fu registrata nel 1963. Contemporaneamente all'evoluzione della ricerca nel campo della musica Oramics, la Oram si rivolse alle sottili sfumature e interazioni tra i parametri sonori. In questa fase, applicò la sua ricerca sonora degli Oramics al comportamento non lineare dell'orecchio umano e alla percezione dell'apprensione del mondo da parte del cervello. Usò la tecnica da lei inventata per studiare i fenomeni vibrazionali, divisi in "Oramics commerciali" e "Oramics mistici". Nei suoi appunti, Oram definiva quello degli Oramics "lo studio del suono e il suo rapporto con la vita".
Nel 1965, Oram produsse Pulse Persephone per la mostra Treasures of the Commonwealth, presso la Royal Academy of Arts.
Durante la sua carriera, Oram tenne varie conferenze sulla musica elettronica e sulle tecniche di studio. Il suo unico libro An Individual Note of Music, Sound and Electronics (1971) indaga la fisica del suono e l'emergere della musica elettronica in modo filosofico. Alla fine degli anni settanta, Oram iniziò a scrivere il manoscritto The Sound of the Past - A Resonating Speculation che rimarrà incompiuto. In esso, la compositrice specula sull'acustica archeologica e propone una teoria sostenuta da una ricerca in cui suggerisce che tumuli neolitici e antichi siti come Stonehenge e la Piramide di Cheope venivano usati come risuonatori. In questo scritto ipotizza anche che gli antichi disponevano di una profonda conoscenza sulle proprietà del suono nelle comunicazioni a lunga distanza.

#### Gli ultimi anni di carriera e la morte
Negli anni ottanta, Oram lavorò allo sviluppo di una versione software degli Oramics per il computer Acorn Archimedes utilizzando i fondi ricevuti dal RVW Trust. Desiderava continuare la sua ricerca sugli "Oramics mistici", ma la mancanza di fondi le impedì di portare a compimento il suo progetto. Negli anni novanta, la Oram fu vittima di due ictus e fu costretta a interrompere la sua attività; venne quindi trasferita in una casa di cura. Morì il 5 gennaio 2003, all'età di 77 anni.

### Tributi
In seguito alla morte di Oram, un grande archivio relativo alle opere della sua vita passò al compositore d'avanguardia Hugh Davies. Quando egli morì nel 2005, questo materiale entrò negli archivi del Sonic Arts Network britannico. Nel 2008, l'eredità di Oram entrò in possesso del Goldsmiths College, dove è ancora oggi conservata. L'inaugurazione dell'archivio fu celebrata con un convegno e una serie di concerti al Southbank Centre a cui partecipò anche l'artista multimediale People Like Us.
Nel 2008, fu trasmesso un documentario della BBC Radio 3 sulla vita di Oram, come parte della rubrica televisiva Sunday Feature, intitolato Wee Have Also Sound-Houses.
Nel 2011, il periodico The Wire dedicò un articolo che approfondisce la filosofia musicale di Daphne Oram.
Nella prima puntata del programma BBC Click, andata in onda nel 2012, venne dedicato un breve documentario sull'Oramics Machine con approfondimenti da parte di Tim Boon del Museo della Scienza di Londra. Nel documentario viene anche menzionata una mostra, sempre tenuta al Museo della scienza, in cui venne esibito lo strumento inventato da Oram.
L'artista fu omaggiata nello spettacolo Daphne Oram's Wonderful World of Sound, presentato da Blood of the Young e dal Tron Theater di Glasgow. Il concerto fu presentato in anteprima a Glasgow il 9 maggio 2017 e inscenato in più occasioni fra i mesi di maggio e giugno del 2017. Lo spettacolo fu scritto da Isobel McArthur e diretto da Paul Brotherston. Fu musicato dal vivo dall'artista elettronica Anneke Kampman.
Gli Oram Awards furono inaugurati il 3 luglio 2017 dalla PRS Foundation e dal New BBQ Radiophonic Workshop per celebrare le "artiste emergenti nei campi della musica, del suono e delle tecnologie correlate in onore di Daphne Oram e di altre donne pioniere della musica e del suono." L'inaugurazione si svolse presso il Turner Contemporary di Margate, in concomitanza con l'Oscillate Festival of Experimental Music and Sound. Due partecipanti ricevettero il premio più alto di 1 000 sterline, mentre altre sei ne vinsero 500. Fra le vincitrici degli Oram Awards si possono segnalare Claire M Singer, Mary Stark, Elvin Brandhi, Kathy Hinde, Sally Golding e Shelly Knotts.
Nel 2019 fu inaugurato il Daphne Oram Creative Arts Building presso la Canterbury Christ Church University.

## Lascito artistico

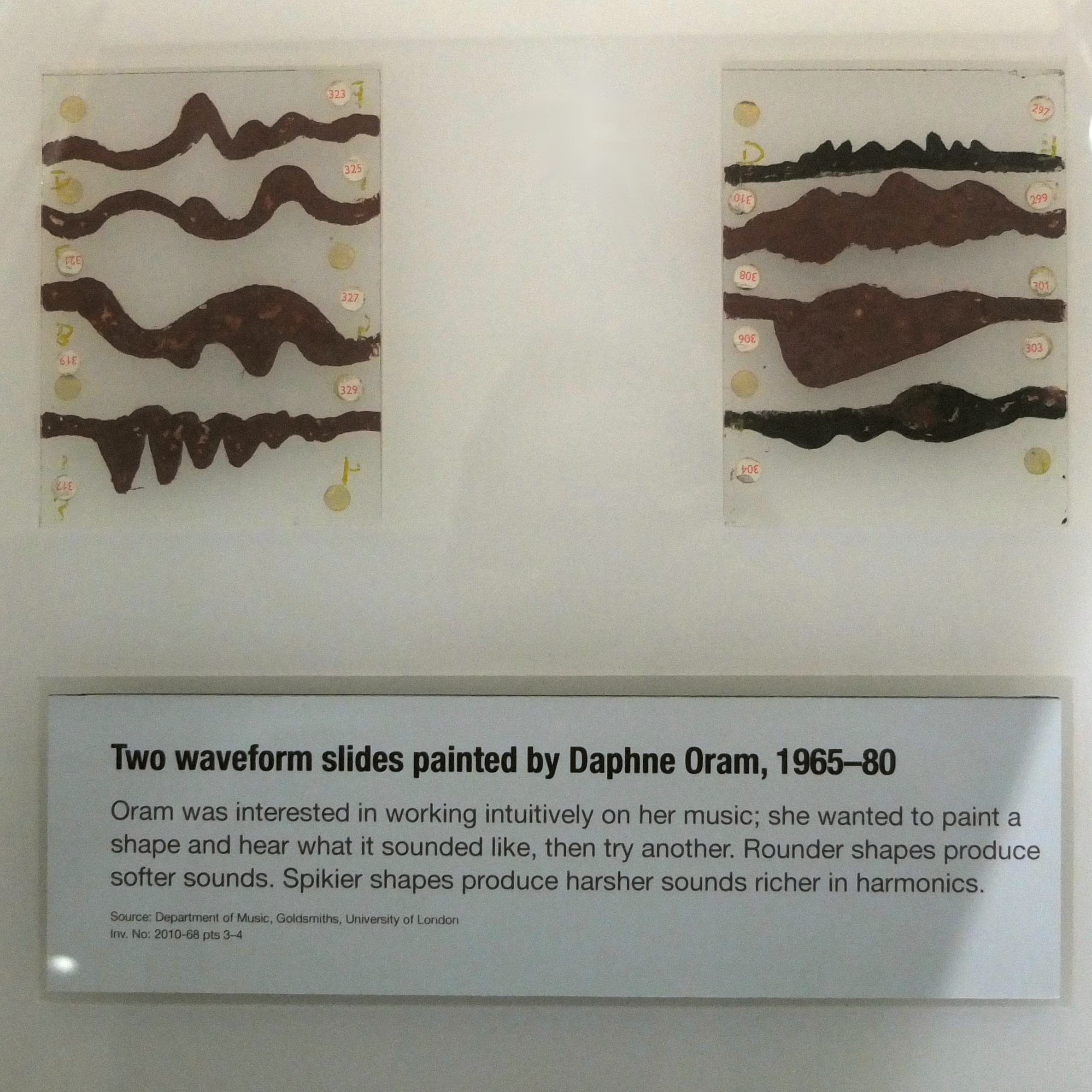
Due segnali d'onda disegnati da Daphne Oram per l'Oramics Machine (2013)

Daphne Oram concepì il trattamento spaziale del suono e l'amplificazione nella performance prima che fossero usati termini sonori come "suono dello spazio". Le sue tecniche di manipolazione su nastro al Radiophonic Workshop esercitarono grande influenza, ispirando talvolta numerosi generi musicali nel corso dei decenni. Il suo lavoro al Radiophonic Workshop contribuì anche ad aprire le porte a Delia Derbyshire, giunta alla BBC nel 1960 e che verrà ricordata per aver co-composto il celeberrimo tema della serie Doctor Who.
In qualità di inventrice della tecnica Oramics, Oram contribuì a gettare le basi della moderna produzione di musica elettronica. Approfondì la filosofia musicale nei suoi scritti e approfondì il rapporto che intercorre fra l'elemento umano, le frequenze sonore e le risonanze. Nel suo manoscritto incompiuto The Sound of the Past, a Resonating Speculation, Oram postulò che le civiltà antiche avrebbero potuto farlo ad un livello molto evoluto. In una lettera a Sir George Trevelyan, Oram espresse la speranza che la sua lunga ricerca con la tecnica Oramics avrebbe gettato dei semi che sarebbero maturati nel corso del ventunesimo secolo.

## Discografia
- 2006 – Oramics
- 2011 – Private Dreams and Public Nightmares
- 2011 – The Oram Tapes: Volume 1
- 2014 – Sound Houses
- 2015 – Pop Tryouts

## Opere
- An Individual Note - of music, sound and electronics, Galiard, 1972